# ساسا (لاعب كرة قدم)
لويس ريكاردو ألفيس (بالبرتغالية: Sassá‏) (ولد في 11 يناير 1994 في ريو دي جانيرو)، المعروف باسم ساسا. لاعب كرة قدم برازيلي يلعب مهاجماً لكروزيرو.

## روابط خارجية
- ساسا على موقع قاعدة بيانات كرة القدم.إي يو (الإنجليزية)
- ساسا على موقع Soccerway.com (الإنجليزية)
- ساسا على موقع عالم كرة القدم.نت (الإنجليزية)